# غار باستانی چپلک
غارباستانی چپلک مربوط به دوره ماقبل تاریخ است و در شهرستان رودبار، بخش عمار لو، روستای نورده فاراب واقع شده و این اثر در تاریخ ۱۹ مرداد ۱۳۸۴ با شمارهٔ ثبت ۱۲۸۲۳ به‌عنوان یکی از آثار ملی ایران به ثبت رسیده است. قدمت این غار با توجه به بقایای استخوان انسان و حیوانات چیزی حدود ۶۳هزار سال پیش تخمین زده شده. با وجود این کشفیات مشخص شد انسان‌ها ۶۰هزار سال پیش از تمدن جیرفت و شهر سوخته و مارلیک در این مناطق زندگی میکردن